# Онгер, Бериа
Бериа Онгер (тур. Beria Onger, 1921, Чанаккале — 13 февраля 2015, Стамбул) — турецкая писательница и феминистка. Возглавляла организацию прогрессивных женщин Турции до её запрета после государственного переворота 1980 года. В 1979 году баллотировалась от коммунистической партии в Сенат.

## Биография
Бериа Онгер родилась в Чанаккале, Османская империя, в 1921 году. В 1941 году она окончила юридический факультет Анкарского университета. Бериа работала на государственной службе, затем в 1957 году начала самостоятельно заниматься юридической практикой. После Государственного переворота 1980 года, она была вынуждена бежать за границу, но позже вернулась в Турцию. В 2015 году Онгер умерла в Стамбуле.

### Личная жизнь
Она была в браке с писателем и критиком Фахиром Онгером с 1946 года до его смерти в 1971 году. У пары родилось двое детей.